# (1047) Гейша
(1047) Гейша (первоначальное обозначение 1924 TE) — астероид семейства Флоры, находящийся во внутренней области пояса астероидов. Диаметр составляет 11 км. Объект был открыт 17 ноября 1924 года немецким астрономом Карлом Райнмутом в Гейдельбергской обсерватории на юго-западе Германии. Астероид был назван в честь эдвардианской музыкальной комедии «Гейша».

## Орбита и классификация
Гейша является представителем семейства Флоры, большого семейства астероидов и крупнейшего семейства каменных астероидов в Главном поясе.:23 Обращается вокруг Солнца во внутренней части Главного пояса астероидов на расстоянии 1,8-2,7 а. е. с периодом 3 года 4 месяца (1225 дней; большая полуось равна 2,24 а. е.). Орбита обладает эксцентриситетом 0,19 и наклоном 6° относительно плоскости эклиптики.
Впервые астероид наблюдался как объект A916 HB в Гейдельберге в апреле 1916 года. Дуга наблюдения начинается с официального открытия объекта в ноябре 1924 года.

## Физические характеристики
По классификации Толена Гейша является астероидом класса S, который присущ астероидам семейства Флоры.:23

### Период вращения
В феврале 2006 года была получена кривая блеска объекта по данным фотометрических наблюдений итальянского астронома-любителя Лорана Бернаскони. Кривая блеска показала период вращения чуть больше среднего значения, 25,62 часов, при этом амплитуда блеска составила 0,33 звездной величины.

### Диаметр и альбедо
Согласно обзору, проведённому в рамках миссии NEOWISE аппарата Wide-field Infrared Survey Explorer, Гейша обладает диаметром от 9,96 до 10,729 км, поверхность обладает альбедо от 0,277 до 0,30.
По данным Collaborative Asteroid Lightcurve Link альбедо предполагается равным 0,24, — такой результат был получен для астероида (8) Флора, — оценка диаметра составляет 11,52 км для значения абсолютной звёздной величины 11,86.

## Название
Малая планета названа в честь эдвардианской музыкальной комедии «Гейша» (1896 год). Название было указано в работе P. Herget в 1955 году. Открытая ранее, 13 сентября 1923 года, тем же Карлом Вильгельмом Райнмутом в той же обсерватории Хайдельберг-Кёнигштуль планета Лилофея также носит музыкальное имя - заглавная героиня немецкой народной песни «Прекрасная юная Лилофея» (нем. Die schöne junge Lilofee).